# Campionati mondiali di biathlon 1991
I Campionati mondiali di biathlon 1991 si svolsero dal 19 al 24 febbraio a Lahti, in Finlandia. In seguito alla riunificazione tedesca, avvenuta l'anno precedente, la Germania partecipò per la prima volta con un'unica squadra.

## Risultati

### Uomini

#### Sprint 10 km
| Posizione | Atleta            | Nazione          | Tempo |
| --------- | ----------------- | ---------------- | ----- |
| 1         | Mark Kirchner     | Germania         | -     |
| 2         | Frank Luck        | Germania         | -     |
| 3         | Eirik Kvalfoss    | Norvegia         | -     |
| 4         | Andreas Zingerle  | Italia           | -     |
| 5         | Geir Einang       | Norvegia         | -     |
| 6         | Fritz Fischer     | Germania         | -     |
| 7         | Valerij Medvedcev | Unione Sovietica | -     |
| 8         | Sašo Grajf        | Jugoslavia       | -     |
| 9         | Sverre Istad      | Norvegia         | -     |
| 10        | Sergej Tarasov    | Unione Sovietica | -     |

19 febbraio

#### Individuale 20 km
| Posizione | Atleta              | Nazione          | Tempo |
| --------- | ------------------- | ---------------- | ----- |
| 1         | Mark Kirchner       | Germania         | -     |
| 2         | Aljaksandr Papoŭ    | Unione Sovietica | -     |
| 3         | Eirik Kvalfoss      | Norvegia         | -     |
| 4         | Mikael Löfgren      | Svezia           | -     |
| 5         | Sergej Čepikov      | Unione Sovietica | -     |
| 6         | Geir Einang         | Norvegia         | -     |
| 7         | Frank-Peter Roetsch | Germania         | -     |
| 8         | Andreas Zingerle    | Italia           | -     |
| 9         | Josh Thompson       | Stati Uniti      | -     |
| 10        | Sergej Tarasov      | Unione Sovietica | -     |

24 febbraio

#### Staffetta 4x7,5 km
| Posizione | Nazione          | Atleti                                                             | Tempo |
| --------- | ---------------- | ------------------------------------------------------------------ | ----- |
| 1         | Germania         | Ricco Groß Frank Luck Mark Kirchner Fritz Fischer                  | -     |
| 2         | Unione Sovietica | Jurij Kaškarov Aljaksandr Papoŭ Sergej Tarasov Sergej Čepikov      | -     |
| 3         | Norvegia         | Geir Einang Eirik Kvalfoss Jon Åge Tyldum Gisle Fenne              | -     |
| 4         | Italia           | Pieralberto Carrara Johann Passler Hubert Leitgeb Andreas Zingerle | -     |
| 5         | Svezia           | Peter Sjöden Ulf Johansson Anders Mannelqvist Mikael Löfgren       | -     |

23 febbraio

#### Gara a squadre
| Posizione | Nazione          | Atleti                                                            | Tempo |
| --------- | ---------------- | ----------------------------------------------------------------- | ----- |
| 1         | Italia           | Hubert Leitgeb Gottlieb Taschler Simon Demetz Wilfried Pallhuber  | -     |
| 2         | Norvegia         | Sverre Istad Jon Åge Tyldum Ivar Ulekleiv Frode Løberg            | -     |
| 3         | Unione Sovietica | Anatolij Ždanovič Valerij Medvedcev Sergej Tarasov Sergej Čepikov | -     |
| 4         | Germania         | André Sehmisch Carsten Heymann Frank-Peter Roetsch Ricco Groß     | -     |
| 5         | Cecoslovacchia   | Martin Rypl Ivan Masařík Jan Matouš Jiří Holubec                  | -     |

21 febbraio

### Donne

#### Sprint 7,5 km
| Posizione | Atleta                  | Nazione          | Tempo |
| --------- | ----------------------- | ---------------- | ----- |
| 1         | Grete Ingeborg Nykkelmo | Norvegia         | -     |
| 2         | Svetlana Pečërskaja     | Unione Sovietica | -     |
| 3         | Elena Golovina          | Unione Sovietica | -     |
| 4         | Jiřina Pelcová          | Cecoslovacchia   | -     |
| 5         | Uschi Disl              | Germania         | -     |
| 6         | Kerstin Moring          | Germania         | -     |
| 7         | Elena Belova            | Unione Sovietica |       |
| 8         | Iva Karagiozova         | Bulgaria         | -     |
| 9         | Myriam Bédard           | Canada           | -     |
| 10        | Petra Behle             | Germania         | -     |

19 febbraio

#### Individuale 15 km
| Posizione | Atleta                  | Nazione          | Tempo |
| --------- | ----------------------- | ---------------- | ----- |
| 1         | Petra Behle             | Germania         | -     |
| 2         | Grete Ingeborg Nykkelmo | Norvegia         | -     |
| 3         | Iva Karagiozova         | Bulgaria         | -     |
| 4         | Elena Golovina          | Unione Sovietica | -     |
| 5         | Yoshiko Mikami          | Giappone         | -     |
| 6         | Svetlana Pečërskaja     | Unione Sovietica | -     |
| 7         | Elin Kristiansen        | Norvegia         | -     |
| 8         | Uschi Disl              | Germania         | -     |
| 9         | Mia Stadig              | Svezia           | -     |
| 10        | Anne Elvebakk           | Norvegia         | -     |

24 febbraio

#### Staffetta 3x7,5 km
| Posizione | Nazione          | Atlete                                                 | Tempo |
| --------- | ---------------- | ------------------------------------------------------ | ----- |
| 1         | Unione Sovietica | Elena Belova Elena Golovina Svetlana Pečërskaja        | -     |
| 2         | Norvegia         | Grete Ingeborg Nykkelmo Anne Elvebakk Elin Kristiansen | -     |
| 3         | Germania         | Uschi Disl Kerstin Möring Antje Harvey                 | -     |
| 4         | Francia          | Corinne Niogret Sylvie Payraud Véronique Claudel       | -     |
| 5         | Cecoslovacchia   | Petra Červenková Jiřina Pelcová Jana Kulhavá           | -     |

23 febbraio

#### Gara a squadre
| Posizione | Nazione          | Atlete                                                                 | Tempo |
| --------- | ---------------- | ---------------------------------------------------------------------- | ----- |
| 1         | Unione Sovietica | Elena Belova Elena Golovina Svjatlana Paramyhina Svetlana Pečërskaja   | -     |
| 2         | Bulgaria         | Marija Manolova Silvana Blagoeva Nadežda Aleksieva Iva Karagiozova     | -     |
| 3         | Norvegia         | Synnøve Thoresen Signe Trosten Hildegunn Mikkelsplass Unni Kristiansen | -     |
| 4         | Germania         | Uschi Disl Martina Stede Kerstin Moring Petra Behle                    | -     |
| 5         | Svezia           | Carolin Hilden Katarina Eklund Inger Björkbom Christina Eklund         | -     |

21 febbraio

## Medagliere per nazioni
| Posizione | Nazione          | Oro | Argento | Bronzo | Totale |
| --------- | ---------------- | --- | ------- | ------ | ------ |
| 1         | Germania         | 4   | 1       | 1      | 6      |
| 2         | Unione Sovietica | 2   | 3       | 2      | 7      |
| 3         | Norvegia         | 1   | 3       | 4      | 8      |
| 4         | Italia           | 1   | 0       | 0      | 1      |
| 5         | Bulgaria         | 0   | 1       | 1      | 2      |